# GNU CAP
GNU CAP (GNU Circuit Analysis Package) — програма моделювання електричних схем загального призначення. Адаптована до системи Linux і є частиною проєкту GNU
Розробляється з 1993 року, автор — Альберт Девіс.
Програма виконує нелінійні види аналізу, такі як розрахунок статичного режиму постійного струму і часовий аналіз, аналіз Фур'є і частотний аналіз, лінеаризований в робочій точці.
Програма підтримує інтерактивний командний режим роботи і може бути запущена в пакетному режимі або як сервер. Вивід результатів проводиться по ходу моделювання.